# Österreichischer Taler
Österreichische Taler sind die von 1566 bis 1750 im Habsburgischen Erblande Österreich nach eigenen Gesetzen ausgeprägten Taler, deren Schrot und Korn im Vergleich zu den Reichstalern geringer war.
Kaiser Maximilian II. hat mit dem Augsburger Reichsabschied vom 30. Mai 1566 den Taler als Reichstaler zugelassen, auszuprägen mit 8 Stück aus der rauen Mark, je Stück zu 14 Lot 4 Grän Silber (29,232 g) und damit 9 Stück aus der feinen Mark, Feingewicht 25,984 g.
Nach der Probierordnung von Kaiser Ferdinand vom 20. August 1559 war ein Remedium von nur 1 Grän für eine Mark bei den Silbersorten zulässig. Am Schrot der Taler durfte es keine Abweichungen geben.
Die Fürsten von Tirol und Steiermark verweigerten die Annahme der Münzordnung, und auch die Stände in Böhmen hatte Bedenken, weil der sich aus dem Münzfuß ergebende Silberpreis für ihre Bergwerke zu niedrig sei. Maximilian II. setzte deshalb für alle österreichischen Länder das Reichsedikt von Kaiser Ferdinand I. aus dem Jahr 1524 wieder in Kraft, welches ein niedrigeres Feingewicht von 25,87 g gestattete.
Die Habsburgischen Erblande hatten von Kaiser Karl V. mit dem Patent von Madrid am 10. März 1525 das Privileg erhalten, bestehende Münzgesetze nach Erfordernis abändern zu können und neue bekanntzumachen. Dieses Recht nahmen Maximilian II. in Anspruch.
Nach der Kipper- und Wipperzeit wurde der in den österreichischen Ländern geprägte Taler 1623 und dann 1659 im Feingewicht weiter reduziert.
Bei der Probe aller umlaufenden Münzen 1738 haben die Kreismünzwardeine das geringen Schrot und Korn der in den österreichischen Ländern geprägten Taler mit dem Kaiserbildnis von Leopold, Joseph und Karl VI. ebenfalls festgestellt.
| Taler                       | Reichstaler   | Taler ab 1623   | Taler ab 1659 | 1668 bis 1705 | 1706 bis 1711 | 1712–1737     |
| --------------------------- | ------------- | --------------- | ------------- | ------------- | ------------- | ------------- |
| Kaiser:                     |               | Ferdinand III.  | Leopold I.    | Leopold I.    | Joseph I.     | Karl VI.      |
| Stücke aus der rauen Mark:  | 8             | 8 1/8           | 8 1/8         | 8 1/5         | 8 1/5         | 8 1/8         |
| Raugewicht:                 | 29,232 g      | 28,819 g        | 28,815 g      | 28,519 g      | 28,519 g      | 28,782 g      |
| Gehalt:                     | 14 Lot 4 Grän | 14 Lot 4,5 Grän | 14 Lot        | 14 Lot        | 14 Lot 1 Grän | 14 Lot 1 Grän |
|                             | 888,889 ‰     | 890,625 ‰       | 875,000 ‰     | 875,000 ‰     | 878,472 ‰     | 878,472 ‰     |
| Stücke aus der feinen Mark: | 9             | 9,11            | 9,28          | 9,37          | 9,33          | 9,25          |
| Feingewicht:                | 25,984 g      | 25,667 g        | 25,214 g      | 24,954 g      | 25,053 g      | 25,284 g      |

Der Geldwert der feinen Mark lag bei der Ausprägung der österreichischen Taler ab 1700 zwischen 18 Gulden 29 Kreuzer und 18 Gulden 44 Kreuzer.
Damit konnten sich die österreichischen Taler relativ gut gegen den aufkommenden Leipziger 20-Gulden-Münzfußes behaupten. Prägung in den Münzstätten der Habsburgischen Erblande:
| Jahr | Taler         | Dukaten       |
| 1724 | 272.384 Stück | 103.905 Stück |
| 1730 | 422.850 Stück | 177.147 Stück |
| 1738 | 710.615 Stück | 885.095 Stück |

Bei der Einführung des Konventionsfuß wurde der geringere Feingehalt der österreichischen Taler dadurch berücksichtigt, dass sie mit 1 Taler 10 Groschen bewertet wurden und damit um 1 Groschen weniger als zum Beispiel die sächsischen Reichstaler.
- Österreichischer Taler 1620 Kaiser Ferdinand II. Erzherzogtum Österreich
  - Münzstätte Wien, Münzmeister Matthias Fellner von Feldegg im Amt 1612–1617 und 1619–1659
  - Gewicht Ist: 27,31 g Durchmesser: 43,71-44,73 mm Dicke: 2,04 mm / Kante glatt
  - Vs.: Brustbild des Kaisers mit Kaiserkrone im Koller mit großer Halskrause (Mühlsteinkragen) nach rechts; darunter in der Umschrift Münzstättenzeichen W, Titelumschrift begrenzt von Zierkreis, oben nach Krone beginnend: FERDINANDUS II DEI GRATIA ROMANORUM IMPERATOR SEMPER AUGUSTUS GERMANIAE HUNGARIAE ET BOHEMIAE REX = Ferdinand II. von Gottes Gnaden Römischer Kaiser, zu allen Zeiten Mehrer des Reichs, König in Germanien, Ungarn und Böhmen
  - Rs.: Unten abgerundeter Wappenschild mit mehrfeldriges Fürstenwappen unter Kaiserkrone, umgeben von Ordenskette vom Goldenen Vlies mit Widderfell; darunter in der Umschrift Münzstättenzeichen Wappenschild mit Wappen der Stadt Wien (Kreuz); oben in der Umschrift durch Krone getrennte Jahreszahl; Fortsetzung der Titelumschrift nach Krone, begrenzt von Perlkreis: ARCHIDUX AUSTRIAE DUX BURGUNDIAE ETC = Erzherzog von Österreich, Herzog von Kärnten Herzog von Burgund etc.

- Österreichischer Taler 1651 Kaiser Ferdinand III. Erzherzogtum Österreich
  - Münzstätte Wien Münzmeister Johann Konrad Richthausen (ab 1653 Freiherr von Chaos) im Amt 1648–1659
  - Gewicht Ist: 27,31 g Durchmesser: 44,55-46,28 mm Dicke: 1,91 mm / Kante glatt
  - Vs.: Brustbild des Kaisers mit Spitzbart und Lorbeerkranz im antiken Prunkharnisch mit Feldbinde, Kette vom Goldenen Vlies und Widderfell, am Armabschnitt die Jahreszahl mit Punkten nach den jeder Ziffer; darunter in der Umschrift Münzmeisterzeichen (Dreieck mit Punkt im Kreis), Titelumschrift begrenzt von Perlkreis, oben beginnend nach stilisierter Blüte: FERDINANDUS III DEI GRATIA ROMANORUM IMPERATOR SEMPER AUGUSTUS GERMANIAE HUNGARIAE BOHEMIAE REX = Ferdinand III. von Gottes Gnaden Römischer Kaiser, zu allen Zeiten Mehrer des Reichs, König in Germanien, Ungarn und Böhmen
  - Rs.: unten abgerundeter Wappenschild mit mehrfeldriges Fürstenwappen unter Kaiserkrone, umgeben von Ordenskette vom Goldenen Vlies mit Widderfell; in der Umschrift links hochgeteiltes Wappenschild (Bindenschild und Burgund) und rechts Münzstättenzeichen W über Wappenschild mit Wappen der Stadt Wien (Kreuz); Fortsetzung der Titelumschrift nach Krone, begrenzt von Perlkreis: ARC:DVX:AVST D:BVR:S:K:C:C:TYR [Doppelpunkt fehlt zwischen AVST und D] = ARCHIDUX AUSTRIAE DUX BURGUNDIAE STYRIÆ CARINTHIÆ CRAIN COMES TYROLIS = Erzherzog von Österreich, Herzog von Burgund, Steiermark, Kärnten, und Kräyn, Graf von Tirol

- Österreichischer Taler 1705 Antrittstaler Kaiser Joseph I. Erzherzogtum Österreich[9]
  - Prägung 1705–1711 Münzstätte Wien, Münzmeister Matthias Mittermayer von Waffenberg (1679–1708),
Münzeisenschneider Johann Michael Hoffmann (1680–1736), Kehrprägung
  - Gewicht: 28,56 g Durchmesser: 44,26-44,55 mm Dicke: 2,42 mm / Gliederkettenrand
  - Vs.: großes Brustbild des Kaisers mit Allongeperücke im antiken Prunkharnisch mit Kette vom Goldenen Vlies und goldenen Widderfell, in der Falte des umgeworfenen Mantels die Künstlersignatur M.H.
Titelumschrift: IOSEPHUS DEI GRATIA ROMANORUM IMPERATOR SEMPER AUGUSTUS GERMANIAE HUNGARIAE BOHEMIAE REX = Joseph von Gottes Gnaden Römischer Kaiser, zu allen Zeiten Mehrer des Reichs, König in Germanien, Ungarn und Böhmen
  - Rs.: Nimbierter Doppeladler unter schwebender Kaiserkrone, in den Fängen Schwert und Zepter, auf der Brust gekröntes hochgeteiltes Wappenschild (Bindenschild und Burgund), umgeben von Kette vom Goldenen Vlies; Fortsetzung Titelumschrift: ARCHIDUX AUSTRIAE DUX BURGUNDIAE COMES TYROLIS = Erzherzog von Österreich, Herzog von Burgund, Graf von Tirol

- Österreichischer Taler 1712 Antrittstaler Karl VI. Erzherzogtum Österreich[10]
  - Prägung 1712–1718 Münzstätte Wien Münzmeister Franz Joseph Mittermayer von Waffenberg (1709–1726) Münzeisenschneider Johann Michael Hoffmann (1680–1736), Kehrprägung
  - Gewicht: 28,51 g Durchmesser: 43,16-43,55 mm Dicke: 2,43 mm / Laubrand
  - Vs.: großes Brustbild des Kaisers mit Allongeperücke im antiken Prunkharnisch mit Kette vom Goldenen Vlies und goldenen Widderfell, in der Falte des umgeworfenen Mantels die Künstlersignatur M.H.
Titelumschrift: CAROLUS VI DEI GRATIA ROMANORUM IMPERATOR SEMPER AUGUSTUS GERMANIAE HISPANIAE HUNGARIAE BOHEMIAE REX = Karl VI. von Gottes Gnaden Römischer Kaiser, zu allen Zeiten Mehrer des Reichs, König in Germanien, Spanien, Ungarn und Böhmen
  - Rs.: Nimbierter Doppeladler unter schwebender Kaiserkrone, in den Fängen Schwert und Zepter, auf der Brust gekröntes hochgeteiltes Wappenschild (Bindenschild und Burgund), umgeben von Kette vom Goldenen Vlies; Fortsetzung Titelumschrift: ARCHIDUX AUSTRIAE DUX BURGUNDIAE COMES TYROLIS = Erzherzog von Österreich, Herzog von Burgund, Graf von Tirol

- Österreichischer Taler 1721 Karl VI. Gefürstete Grafschaft Tirol[11]
  - Prägung 1715–1721, 1724, 1725 Münzstätte Hall, Kehrprägung
  - Gewicht: 28,52 g Durchmesser: 42,98-43,19 mm Dicke: 2,11 mm / Kante glatt
  - Vs.: Brustbild des Kaisers mit Allongeperücke und Lorbeerkranz im antiken Prunkharnisch mit Kette vom Goldenen Vlies und goldenen Widderfell
Titelumschrift: CAROLUS VI DEI GRATIA ROMANORUM IMPERATOR SEMPER AUGUSTUS GERMANIAE HISPANIAE HUNGARIAE BOHEMIAE REX = Karl VI. von Gottes Gnaden Römischer Kaiser, zu allen Zeiten Mehrer des Reichs, König in Germanien, Spanien, Ungarn und Böhmen
  - Rs.: Nimbierter Doppeladler unter schwebender Kaiserkrone, in den Fängen Schwert und Zepter, auf der Brust gekröntes viergeteiltes Wappenschild mit den Wappen von Burgau, Ungarn, Böhmen und Burgund und gekröntem Herzschild mit dem Adlerwappen von Tirol, umgeben von Kette vom Goldenen Vlies; Fortsetzung Titelumschrift: ARCHIDUX AUSTRIAE DUX BURGUNDIAE COMES TYROLIS = Erzherzog von Österreich, Herzog von Burgund, Graf von Tirol